# Prix du Livre Inter
Der Prix du Livre Inter ist ein französischer Literaturpreis, der 1975 von Paul-Louis Mignon geschaffen wurde. Die Besonderheit dieses Literaturpreises ist, dass er von einer 24-köpfigen Jury unter Vorsitz eines anerkannten und renommierten Autors vergeben wird, im Gegensatz zu anderen Literaturpreisen, die oft von Fachleuten der Branche ausgewählt werden.
Der Preis wird jedes Jahr von dem Radiosender France Inter des französischen öffentlich-rechtlichen Hörfunks Radio France organisiert. Es wird derzeit (Stand 2021) von Eva Bettan, Journalistin und Literaturkritikerin, geleitet. Sie ist jedoch nicht an der endgültigen Wahl des Siegertitels beteiligt.

## Geschichte
1975 wollte Paul-Louis Mignon ein Spiel für den Sommer kreieren und hatte die Idee, einen Literaturpreis zu schaffen, der von Radiohörern vergeben werden sollte. Es wurde eine Jury gebildet, die zu gleichen Teilen aus Männern und Frauen bestand. Der Preis hatte einen gewissen Erfolg und wurde im darauffolgenden Jahr neu organisiert. Seitdem wird er jedes Jahr veranstaltet.
Jedes Jahr bewerben sich viele Hörer darum, Juror des Prix du Livre Inter zu werden, und der Sender wählt sie gleichermaßen aus den französischen Regionen und aus dem Ausland aus. 
Im Frühjahr wird die Zusammensetzung der Jury und die Auswahl der zehn für den Preis nominierten Romane live im Radio bekannt gegeben. Die Juroren haben dann acht Wochen Zeit, die Bücher zu lesen, bevor sie sich in Paris mit dem Präsidenten der Jury treffen, um einen Tag lang zu beraten. Der Siegertitel wird am Tag nach den Beratungen im Radio bekannt gegeben. Die prämierten Bücher genießen danach oft eine größere Bekanntheit und ihre Verkaufszahlen werden erheblich gesteigert.

## Preisträger
| Jahr | PreisträgerIn           | Originaltitel                                                       | Verlag             | Deutscher Titel               | Verlag              | Jury-PräsidentIn       |
| ---- | ----------------------- | ------------------------------------------------------------------- | ------------------ | ----------------------------- | ------------------- | ---------------------- |
| 1975 | Catherine d’Etchéa      | Des demeures et des gens                                            | La Table Ronde     |                               |                     | Pierre Emmanuel        |
| 1976 | Jacques Perry           | Le Ravenala ou l’Arbre du voyageur                                  | Albin Michel       |                               |                     | Maurice Genevois       |
| 1977 | Agustin Gomez-Arcos     | Ana non                                                             | Stock              |                               |                     | Alain Peyrefitte       |
| 1978 | Daniel Boulanger        | L'Enfant de Bohème                                                  | Gallimard          |                               |                     | Robert Sabatier        |
| 1979 | Béatrix Beck            | La Décharge                                                         | Le Sagittaire      |                               |                     | Alain Decaux           |
| 1980 | Elie Wiesel             | Le Testament d'un poète juif assassiné                              | Seuil              |                               |                     | Maurice Denuzière      |
| 1981 | Marguerite Gurgand      | Les Demoiselles de Beaumoreau                                       | Mazarine           |                               |                     | Françoise Mallet-Joris |
| 1982 | Marcel Schneider        | La Lumière du Nord                                                  | Grasset            |                               |                     | Jeanne Bourin          |
| 1983 | Hortense Dufour         | Le Bouchot                                                          | Grasset            |                               |                     | François Nourissier    |
| 1984 | Marek Halter            | La Mémoire d'Abraham                                                | Laffont            | Abraham. Wege der Erinnerung  | Kübler und Akselrad | Hortense Dufour        |
| 1985 | Jean-Jacques Brochier   | Un cauchemar                                                        | Albin Michel       |                               |                     | Michèle Perrein        |
| 1986 | René Belletto           | L'Enfer                                                             | P.O.L.             | Ich sind viele                | Rowohlt             | Jean-Noël Jeanneney    |
| 1987 | Jean Raspail            | Qui se souvient des hommes...                                       | Laffont            |                               |                     | Henri Troyat           |
| 1988 | François Salvaing       | Misayre ! Misayre !                                                 | Balland            |                               |                     | Jacques Laurent        |
| 1989 | Philippe Hadengue       | Petite chronique des gens de nuit dans un port de l'Atlantique Nord | Maren Sell         |                               |                     | Erik Orsenna           |
| 1990 | Daniel Pennac           | La Petite Marchande de prose                                        | Gallimard          | König Zabos Sündenbock        | Rowohlt             | Paul Guimard           |
| 1991 | Nina Bouraoui           | La Voyeuse interdite                                                | Gallimard          |                               |                     | Jean d'Ormesson        |
| 1992 | Agota Kristof           | Le Troisième Mensonge                                               | Seuil              | Die dritte Lüge               | Piper               | Hector Bianciotti      |
| 1993 | Frédéric Boyer          | Des choses idiotes et douces                                        | P.O.L.             |                               |                     | Michel Del Castillo    |
| 1994 | Robert Bober            | Quoi de neuf sur la guerre ?                                        | P.O.L.             | Was gibt’s Neues vom Krieg?   | Kunstmann           | Yves Simon             |
| 1995 | Jean-Noël Pancrazi      | Madame Arnoul                                                       | Gallimard          |                               |                     | Paule Constant         |
| 1996 | Agnès Desarthe          | Un secret sans importance                                           | L'Olivier          |                               |                     | Jorge Semprún          |
| 1997 | Nancy Huston            | Instruments des ténèbres                                            | Actes Sud          |                               |                     | Jean Vautrin           |
| 1998 | Martin Winckler         | La Maladie de Sachs                                                 | P.O.L.             |                               |                     | Daniel Pennac          |
| 1999 | Ahmadou Kourouma        | En attendant le vote des bêtes sauvages                             | Seuil              | Die Nächte des großen Jägers  | Unionsverlag        | J.M.G. Le Clézio       |
| 2000 | Antoine Volodine        | Des anges mineurs                                                   | Seuil              |                               |                     | Jean Rouaud            |
| 2001 | Laurent Mauvignier      | Apprendre à finir                                                   | Minuit             |                               |                     | Marie Darrieussecq     |
| 2002 | Christian Gailly        | Un soir au club                                                     | Minuit             |                               |                     | Philippe Djian         |
| 2003 | Pierre Péju             | La Petite Chartreuse                                                | Gallimard          | Die kleine Kartäuserin        | Piper               | Emmanuel Carrère       |
| 2004 | Patrick Lapeyre         | L'Homme-Soeur                                                       | P.O.L.             |                               |                     | Nancy Huston           |
| 2005 | Joël Egloff             | L'Étourdissement                                                    | Buchet-Chastel     |                               |                     | Olivier Rolin          |
| 2006 | Jean-Baptiste Harang    | La Chambre de Stella                                                | Grasset            |                               |                     | Jean Echenoz           |
| 2007 | François Vallejo        | Ouest                                                               | Viviane Hamy       |                               |                     | Camille Laurens        |
| 2008 | Henry Bauchau           | Le Boulevard périphérique                                           | Actes Sud          |                               |                     | Alberto Manguel        |
| 2009 | Mathias Enard           | Zone                                                                | Actes Sud          | Zone                          | Berlin Verlag       | Marc Dugain            |
| 2010 | Cloé Korman             | Les Hommes-couleurs                                                 | Seuil              |                               |                     | Catherine Clément      |
| 2011 | Olivia Rosenthal        | Que font les rennes après Noël ?                                    | Verticales         |                               |                     | Amin Maalouf           |
| 2012 | Nathalie Léger          | Supplément à la vie de Barbara Loden                                | P.O.L.             |                               |                     | Amélie Nothomb         |
| 2013 | Alice Zeniter           | Sombre dimanche                                                     | Albin Michel       |                               |                     | Geneviève Brissac      |
| 2014 | Céline Minard           | Faillir être flingué                                                | Rivages            |                               |                     | Alain Mabanckou        |
| 2015 | Valérie Zenatti         | Jacob, Jacob                                                        | L'Olivier          | Jacob, Jacob                  | Schoeffling + Co.   | Jean-Christophe Rufin  |
| 2016 | Tristan Garcia          | 7                                                                   | Gallimard          | Das Siebte                    | Wagenbach           | Agnès Desarthe         |
| 2017 | Jean-Baptiste Del Amo   | Règne animal                                                        | Gallimard          | Tierreich                     | Matthes & Seitz     | Élisabeth Badinter     |
| 2018 | David Lopez             | Fief                                                                | Seuil              |                               |                     | Leïla Slimani          |
| 2019 | Emmanuelle Bayamack-Tam | Arcadie                                                             | P.O.L.             |                               |                     | Riad Sattouf           |
| 2020 | Anne Pauly              | Avant que j'oublie                                                  | Verdier            |                               |                     | Philippe Lançon        |
| 2021 | Hugo Lindenberg         | Un jour ce sera vide                                                | Christian Bourgois | Eines Tages wird es leer sein | Edition Nautilus    | Dany Laferrière        |
| 2022 | Antoine Wauters         | Mahmoud ou la montée des eaux                                       | Verdier            |                               |                     | Delphine de Vigan      |
| 2023 | Mathieu Belezi          | Attaquer la terre et le soleil                                      | Le Tripode         |                               |                     | David Foenkinos        |